# Qing-jing
Le Qing-jing est un concept de l'art en Extrême-Orient. Il signifie "sentiment paysage".
Dans Le livre du vide médian, l'écrivain chinois François Cheng donne une définition simple de ce concept de l'art extrême-oriental, à partir du Tao. Le "Qing-jing" découle de l'organisation ternaire du monde : « le yin, le yáng et le vide médian ». 
À tout sentiment humain peut correspondre un paysage naturel qui en exprime la teneur ; de même, tout spectacle qu'offre la nature peut être transcrit par un mouvement de l'âme humaine…
François Jullien précise que les Arts de peindre de la Chine ancienne présentent "une image qui ne se laisse pas cantonner dans l'exiguïté de la forme, mais se transforme par respiration du vide et du plein".